# Iporã (ort)
Iporã är en ort i Brasilien.   Den ligger i kommunen Iporã och delstaten Paraná, i den södra delen av landet, 1 100 km sydväst om huvudstaden Brasília. Iporã ligger 377 meter över havet och antalet invånare är 10 353.
Terrängen runt Iporã är huvudsakligen platt. Iporã ligger uppe på en höjd. Runt Iporã är det ganska glesbefolkat, med 28 invånare per kvadratkilometer..
Trakten runt Iporã består i huvudsak av gräsmarker.